# Elektra: Assassin
Elektra: Assassin è un graphic novel pubblicato in otto puntate dalla Epic Comics, sussidiaria della Marvel Comics, tra l'agosto 1986 e il marzo 1987. Scritta da Frank Miller ed illustrata da Bill Sienkiewicz, Elektra: Assassin mette in satira la violenza, i politici, luoghi comuni dei fumetti quali ninja e cyborg, e la rappresentazione delle donne. È stata ripubblicata diverse volte in volume, anche in lingua italiana.
Date le forti tematiche trattate, la storia scritta da Miller non venne ritenuta appropriata per il Comics Code Authority. Quindi, Elektra: Assassin venne pubblicata dalla Epic Comics, divisione della Marvel dedicata a materiale con tematiche più adulte.

## Trama
La storia inizia con Elektra rinchiusa in un manicomio criminale del Sud America, mentre cerca di farsi tornare la memoria. Il primo tentativo è molto sconnesso, poiché Elektra associa ricordi sparsi provenienti dal suo passato e dall'infanzia, come l'assassinio della madre, le molestie sessuali vere o presunte subite dal padre (che potrebbero essere solo ricordi distorti di Elektra, indotti dai farmaci), un tentato suicidio; il tutto ad eventi più recenti quali la sua attività di mercenaria assassina. Esperta di arti marziali, con un quoziente intellettivo al di fuori della media, la ragazza è infatti diventata un efficiente e spietato sicario ninja. Durante il suo apprendistato scopre l'esistenza della "Bestia", un'entità soprannaturale malvagia che costringe le persone a bere il suo latte. All'inizio, le motivazioni della bestia non sono chiare, ma in seguito viene gradualmente rivelato che lo scopo finale dell'essere è quello di scatenare una guerra nucleare globale. Quando il suo piano iniziale fallisce, la "Bestia" lancia la campagna presidenziale del candidato democratico Ken Wind (il cui volto perennemente sorridente ricorda una fotografia sgranata di Dan Quayle, anche se in realtà si tratta di un assemblaggio di vari modelli messi insieme dall'illustratore, Bill Sienkiewicz). Wind si dimostra estremamente popolare presso i media e l'opinione pubblica, sebbene da alcuni dettagli trapeli la sua vera natura malvagia; eletto presidente, Wind intende infatti lanciare un attacco nucleare all'Unione Sovietica, scatenando una guerra termonucleare.
Elektra usa i suoi poteri psichici per fuggire dalla clinica, e successivamente si imbatte in un agente dello S.H.I.E.L.D. di nome John Garrett. Garrett, un alcolizzato, diviene ben presto ossessionato da Elektra, mentre lei provvede a controllarlo psichicamente. Dopo aver ucciso il suo collega, il sociopatico Perry, ella fa in modo di intrappolare Garrett in un deposito di munizioni sul punto di esplodere, e gran parte del corpo di lui resta distrutto nella deflagrazione. La divisione sperimentale di cibernetica dello S.H.I.E.L.D. riesce a salvarlo e sostituisce con successo le sue braccia, gambe, colonna vertebrale, cuore, fegato e polmoni con protesi cibernetiche. Il suo legame psichico con Elektra continua a crescere, ed egli si rende conto di essere completamente impotente contro di lei. Elektra decide di fermare la Bestia, e nel processo uccide svariati subordinati del mostro ed alcuni agenti dello S.H.I.E.L.D. In risposta, il direttore dell'organizzazione Nick Fury invia l'agente speciale Chastity McBryde ad occuparsi della faccenda. Nel frattempo, Perry, l'ex collega-partner di Garrett ucciso da Elektra, è stato trasformato in un cyborg dall'agenzia. Chastity viene a conoscenza del passato criminale da psicopatico di Perry tenuto nascosto dallo S.H.I.E.L.D., e informa Fury, ma Perry riesce a fuggire prima di essere disattivato. Perry è estremamente pericoloso e finisce per essere controllato dalla "Bestia".
Il mostro sta operando affinché Wind venga eletto presidente, ma Elektra sventa il suo piano grazie ai suoi poteri psichici e alle sue abilità ninja. Durante il confronto finale, Elektra riesce a ferire la Bestia, distruggere Perry, e trasferisce la mente di Garrett in quella di Ken Wind e vice versa, prima che lei e Garrett vengano catturati dallo S.H.I.E.L.D. Mentre Chastity sta relazionando il presidente dei fatti avvenuti, ci viene mostrato che alla fine, Garrett, nel corpo di Wind, è ora il Presidente degli Stati Uniti d'America. Elektra, ricorrendo ancora una volta ai suoi poteri psichici, riesce a sfuggire allo S.H.I.E.L.D dopo essersi ristabilita.

## Realizzazione

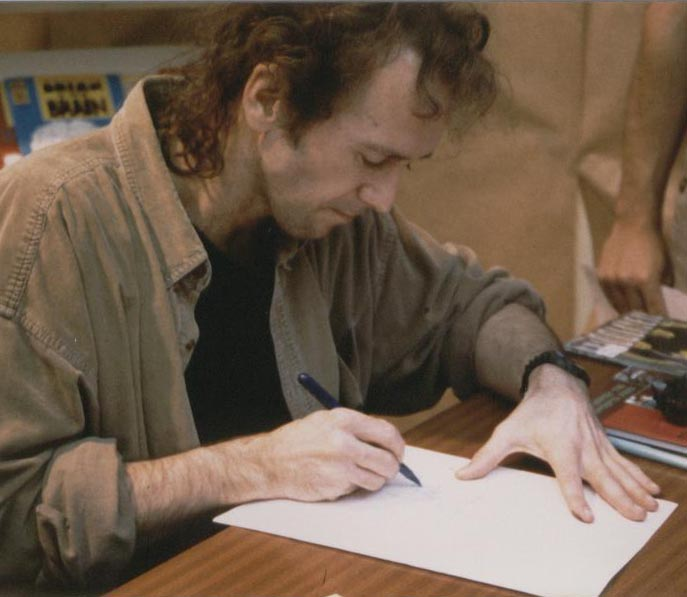
Bill Sienkiewicz, illustratore del graphic novel, nel 1997.

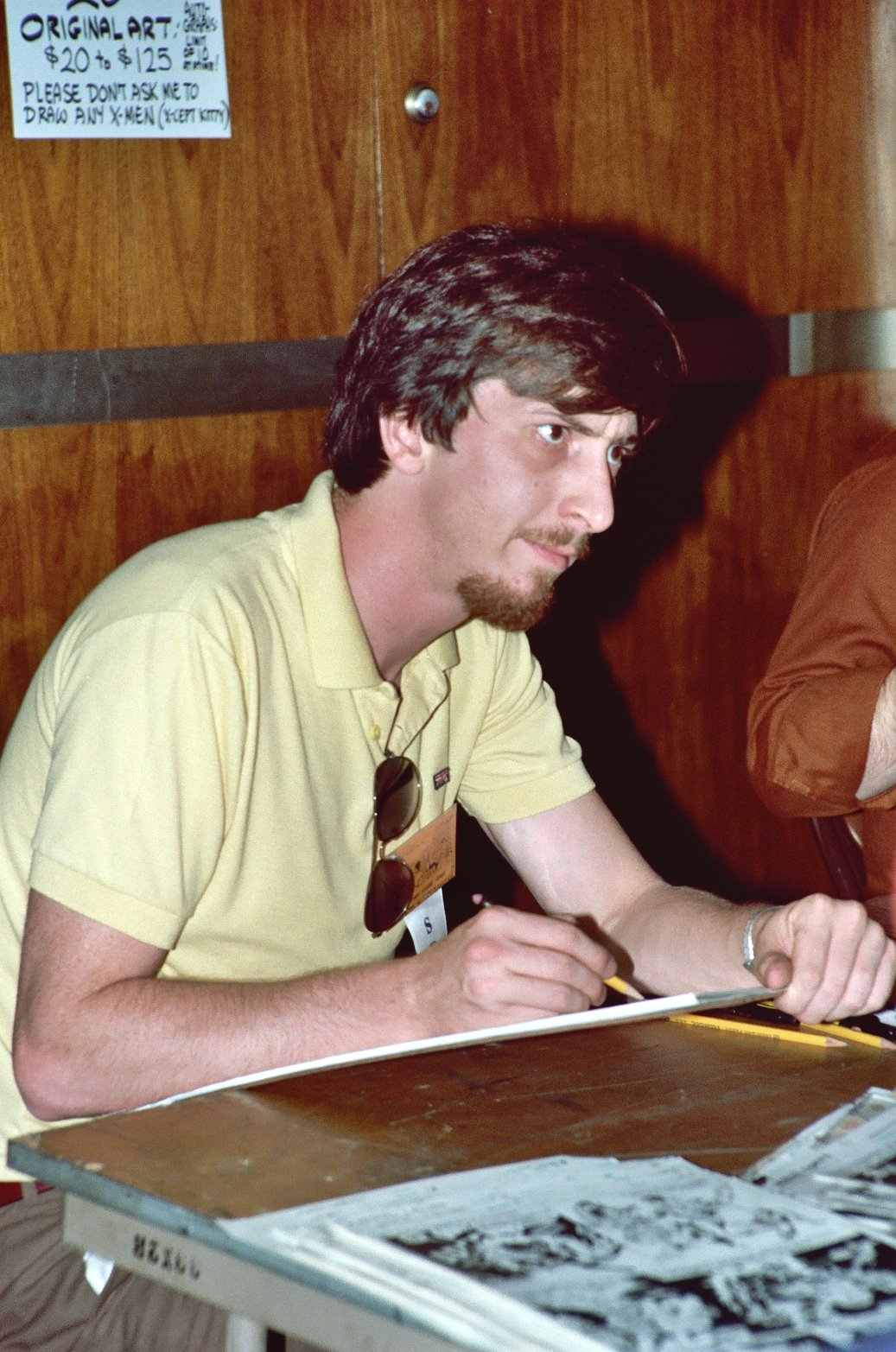
Frank Miller, autore della sceneggiatura, nel 1982.

Frank Miller e Bill Sienkiewicz erano all'apice della popolarità quando la storia venne pubblicata per la prima volta, a seguito del successo di Batman: Il ritorno del cavaliere oscuro, e Devil: Amore e guerra.
Come già fatto per Ronin e Devil: Rinascita, Miller scrisse l'intera sceneggiatura come un copione unico, anche se la serie sarebbe uscita a puntate.
Sienkiewicz illustrò Elektra: Assassin ricorrendo alla tecnica degli acquerelli in contrasto con la classica tecnica fumettistica matita-china. All'epoca il suo stile esagerato e visionario era unico nel panorama del fumetto mainstream, ricordando lo stile di illustrazione di riviste di fumetti per adulti come Heavy Metal.

## Storia editoriale in Italia
In Italia Elektra: Assassin venne pubblicata a puntate sulla rivista mensile Corto Maltese tra il dicembre 1988 ed il luglio 1990. La pubblicazione durò più degli otto mesi necessari per far uscire tutti gli episodi della storia, in quanto le puntate di Elektra: Assassin furono alternate mensilmente con altre opere di Miller, come Ronin e Il ritorno del cavaliere oscuro. Nel 1991 l'intero graphic novel venne pubblicato dalla Rizzoli-Milano Libri in un'edizione brossurata in volume singolo. Nel maggio 2011, la Panini Comics ripubblicò la storia in un volume cartonato di grandi dimensioni nella collana Collezione 100% Marvel. Infine, il 9 aprile 2012, Elektra: Assassin è stata ristampata in edizione economica all'interno della collana Supereroi - Le leggende Marvel, come supplemento al Corriere della Sera.